# Akīnābād-e Qadīm
Akīnābād-e Qadīm (persiska: اکین آباد, Akīnābād, اکین آباد قديم) är en ort i Iran.   Den ligger i provinsen Östazarbaijan, i den nordvästra delen av landet, 500 km nordväst om huvudstaden Teheran. Akīnābād-e Qadīm ligger 2 042 meter över havet och antalet invånare är 514.
Terrängen runt Akīnābād-e Qadīm är huvudsakligen kuperad, men åt nordost är den platt. Akīnābād-e Qadīm ligger uppe på en höjd.Runt Akīnābād-e Qadīm är det ganska glesbefolkat, med 43 invånare per kvadratkilometer. Närmaste större samhälle är Bostānābād, 9,1 km sydost om Akīnābād-e Qadīm. Trakten runt Akīnābād-e Qadīm består i huvudsak av gräsmarker.